# George Murphy (chimico)
George Moseley Murphy (Wilmington, 1º giugno 1903 – New York, 7 dicembre 1968) è stato un chimico statunitense, uno degli scopritori del deuterio nel 1932.

## Biografia
Nato a Wilimington nella Carolina del Nord nel 1903, dopo gli studi in chimica nelle università della North Carolina e della Pennsylvania, nel 1930 George Murphy conseguì il dottorato alla Yale University. Trasferitosi alla Columbia University, nel 1932
, 
insieme con il chimico Harold Urey (capo del gruppo di ricerca) e il fisico Ferdinand Brickwedde del National Bureau of Standards di 
Washington, scoprì, con l'ausilio della spettroscopia, il deuterio o idrogeno pesante, un isotopo stabile dell'idrogeno, presente nei residui gassosi dell'idrogeno liquido.
I risultati conseguiti furono oggetto di un articolo, a firma di Urey, Brickwedde e Murphy, pubblicato in The Physical Review. Per tale scoperta, Urey vinse il premio Nobel per la chimica nel 1934.
Nel 1936 Murphy tornò alla Yale University ove si interessò all'applicazione degli strumenti matematici alla chimica, alla spettroscopia e alla termodinamica. 
Con l'avvento del secondo conflitto mondiale, diresse, dal 1943 al 1946, una sezione del "Progetto Manhattan" presso la Columbia University.
Morì a New York nel 1968, all'età di sessantacinque anni.